# Sail-les-Bains
Sail-les-Bains é uma comuna francesa na região administrativa de Auvérnia-Ródano-Alpes, no departamento de Loire. Estende-se por uma área de 21,11 km². Em 2010 a comuna tinha 202 habitantes (densidade: 9,6 hab./km²).